# La Bande à Bonnot (film)
Pour les articles homonymes, voir Bande à Bonnot (homonymie) et Bonnot.
Pour plus de détails, voir Fiche technique et Distribution.
La Bande à Bonnot (ou Les Anarchistes) est un film français réalisé par Philippe Fourastié, sorti en 1968. Dans son livre Un an après (2015), Anne Wiazemsky raconte son expérience du tournage, en partie perturbé par les événements de mai 68.

## Synopsis
Le film raconte les activités de Jules Bonnot, et de sa bande, dans les années 1910. Entourés d'asociaux et d'idéalistes, il se livre à des faits criminels qui mettent la France dans la tourmente.

## Fiche technique
- Titre : La Bande à Bonnot
- Titre alternatif : Les Anarchistes ou la bande à Bonnot[Note 1]
- Réalisation : Philippe Fourastié
- Assistant-réalisateur : Claude Miller
- Scénario : Jean Pierre Beaurenaut, Pierre Fabre et Rémo Forlani
- Dialogues : Marcel Jullian
- Photographie : Alain Levent
- Musique : François Rauber, Jacques Brel
- Son : Bernard Aubouy
- Montage : Jacqueline Thiédot
- Société de production : Kinesis Films
- Producteur : Jean-Paul Guibert
- Pays d'origine :  France
- Langue : français
- Format : Couleur
- Genre : drame, policier
- Durée : 90 minutes
- Date de sortie : 
  - France : 30 octobre 1968
- Classification CNC[2] : tous publics[Note 2] (visa d'exploitation no 34041 délivré le 17 octobre 2006)

## Distribution
- Bruno Cremer : Jules Bonnot
- Jacques Brel : Raymond la Science
- Annie Girardot : Marie Vuillemin alias Marie la Belge
- Jean-Pierre Kalfon : Octave Garnier
- François Dyrek : Édouard Carouy
- Dominique Collignon-Maurin : André Soudy
- Michel Vitold : Victor Kilbatchiche
- Nella Bielski : Rirette Maîtrejean
- Pascal Aubier : Eugène Dieudonné
- Anne Wiazemsky : La Vénus rouge
- Armand Mestral : Jouin
- François Moro-Giafferi : l'armurier
- Léonce Corne : le préfet
- Jean Mauvais
- Jean-Michel Dhermay
- Jacqueline Noëlle : la patronne
- Marc Dudicourt : le commissaire
- Fred Personne : l'encaisseur
- Adolfo Lastretti
- Eric Schlumberger
- Bob Asklöf : serveur de la brasserie (non crédité)

## Sortie et accueil

### Box-office
Le film sort dans les salles françaises en octobre 1968, six mois après les événements de Mai-68, et écope d'une interdiction aux moins de 18 ans en raison de son discours politique jugé trop radical,. Il se hisse à la deuxième place du box-office parisien durant deux semaines avec un cumul de 93 000 entrées (dont 48 416 entrées la première semaine sur cinq salles de la capitale).

### Exploitation ultérieure
La plus ancienne trace de diffusion à la télévision française du long-métrage remonte au 10 avril 1973 sur la deuxième chaîne de l'ORTF dans le cadre de l'émission Les Dossiers de l'écran consacré au thème de l'anarchie.

## Différence avec la réalité
Dans le film Jules Bonnot tue des policiers et fait semblant d'être mort après l'assaut de la police au garage de Choisy-le-Roi. Puis il rejoint ses complices Octave Garnier et Marie la Belge à Nogent. 
Dans la réalité Jules Bonnot fut assiégé dans ce garage le 28 avril 1912, et y trouva la mort. Le déploiement considérable des forces à Choisy et Nogent étaient analogues en 1912, mais le film n'en fait état que d'un siège situé à Nogent-sur-Marne. Dans les faits, le siège de Nogent-sur-Marne eut lieu du 14 mai 1912 à la villa Bonhoure, où Octave Garnier est retrouvé mort après l'assaut et René Valet encore vivant.
L'attaque de la Société générale par la bande à Bonnot, premier « casse automobile » de l'histoire, s'est historiquement déroulée à l'agence de la rue Ordener, à Paris... Puis les malfrats fuient la capitale pour échouer sur les galets de Dieppe (Seine-Maritime). Par une étonnante pirouette scénaristique, l'attaque de la banque fut pourtant tournée à... Dieppe ! (devant une Société générale sans conteste cinématographiquement plus parlante)
On peut aussi remarquer que Victor Kilbatchiche est représenté comme étant âgé, alors qu'il n'avait que 22 ans en 1912.

## Critiques
Dans l'avant-propos de l'édition de 1970 de son livre Ni Dieu Ni Maitre, Anthologie de l'anarchisme, Daniel Guérin écrit : « Un film récent consacré à "La Bande à Bonnot", sous couleur de le faire revivre [l'anarchisme] et de le remettre à la mode, visait, en réalité, à le discréditer. »